# Bram Schmitz
Bram Schmitz (Terborg, 23 aprile 1977) è un ex ciclista su strada e ciclocrossista olandese, professionista dal 2000 al 2011.

## Carriera
I principali successi da professionista ottenuti da Schmitz sono stati una tappa alla Ster Elektrotoer nel 2002, il Giro di Rodi nel 2003, una tappa al Giro del Lussemburgo nel 2005, due tappe al Cinturón a Mallorca nel 2007, la Vlaamse Pijl e la Rund um Düren nel 2008, la Ster van Zwolle e il Tour de Normandie nel 2009. Partecipò a un'edizione del Giro d'Italia, nel 2005, e a due campionati del mondo. Conta anche nove successi nel ciclocross.

## Palmarès

### Ciclocross
- 1997

Rabobank Veldrit Boxtel (Boxtel)
- 1998

Rabobank Veldrit Boxtel (Boxtel)
Stichting Wielerronde Moergestel/Oisterwijk (Moergestel)
- 1999

Geldermalsen
Stichting Wielerronde Moergestel/Oisterwijk (Moergestel)
Rabobank Veldrit Boxtel (Boxtel)
- 2004

Ciclocross di Eindhoven (Eindhoven)
- 2008

Rabobank Veldrit Boxtel (Boxtel)
Nacht van Woerden (Woerden)

### Strada
- 1999

3ª tappa OZ Wielerweekend
Omloop der Groene Gemeente Heusden
- 2000

Challenge de Hesbaye
- 2001

5ª tappa Prueba Challenge Costa Brava (Lloret de Mar > Lloret de Mar)
- 2002

3ª tappa, 2ª semitappa Ster Elektrotoer (Valkenburg, cronometro)
- 2003

Classifica generale International Tour of Rhodes
- 2005

5ª tappa Giro del Lussemburgo (Wiltz > Diekirch)
- 2007

Omloop van de Houtse Linies
Omloop van de Glazen Stad (Kwintsheul > Kwintsheul)
1ª tappa Cinturón a Mallorca (Maria de la Salut > Maria de la Salut)
3ª tappa Cinturón a Mallorca (Santa Margalida > Santa Margalida)
- 2008

Omloop van de Houtse Linies
Vlaamse Pijl
Rund um Düren
- 2009

Ster van Zwolle
Classifica generale Tour de Normandie

### Altri successi
- 2004

Criterium di Stolberg-Breinig
- 2009

Classifica a punti Tour de Normandie

## Piazzamenti

### Grandi Giri
- Giro d'Italia

2005: 115º

### Classiche monumento
- Giro delle Fiandre

2003: 81º
2011: 119º

### Competizioni mondiali
- Campionato del mondo su strada

Zolder 2002 - In linea Elite: 146º
Hamilton 2003 - In linea Elite: 91º